# ماینلیر کلاس گلومن
ماینلیر کلاس گلومن (به انگلیسی: Glommen-class minelayer) یک کلاس از کشتی است که طول آن ۴۲ متر (۱۳۷ فوت ۱۰ اینچ) می‌باشد.